# Dan Newland
Danny Norman Newland (Wapakoneta, Ohio, 12 de diciembre de 1949), más conocido como Dan Newland, es un escritor, traductor, bloguero, ghostwriter y periodista independiente estadounidense. 

## Biografía
Residente en Argentina desde 1973, en 1974 ingresó al periódico argentino en lengua inglesa Buenos Aires Herald, donde se destacó como editor jefe. En este medio de prensa, con sus colegas se dedicar a denunciar las atrocidades de la guerra sucia; esto les valió numerosas amenazas de parte del régimen dictatorial. En 1982, durante la guerra de las Malvinas, fue responsable de la cobertura independiente del conflicto.
Newland se desempeña como escritor y traductor. Es miembro fundacional de IAPTI.

## Selección de obras
Libros
- The Rock Garden and Other Stories (2021)
- Visions of What Used To Be (2022)
- From a Place Called Wapakoneta (2024)

Traducciones
- Argentina, A Nation at the Crossroads of Myth and Reality, por Ricardo Zinn (1979).
- Patagonia: Land of Giant, por Daniel Rivademar y Alejandro Winograd (2004).
- Sustainability 2.0, por Ernesto van Peborgh y El Viaje de Odiseo (2008).
- No Reserve: The Limit of Absolute Power, por Martín Redrado (2010).
- Short History of World Religions, por Roberto Vivo (2012).
- War: A Crime Against Humanity, por Roberto Vivo (2014).